# Pecorara
Pecorara était une commune italienne de la province de Plaisance dans la région Émilie-Romagne en Italie. Depuis le 1er janvier 2018, la commune est fusionnée avec Caminata et Nibbiano sous le nouveau toponyme de Alta Valta Tidone. 

## Administration
| Période                                  | Période | Identité | Étiquette | Qualité |
| ---------------------------------------- | ------- | -------- | --------- | ------- |
|                                          |         |          |           |         |
| Les données manquantes sont à compléter. |         |          |           |         |

### Hameaux
Cicogni, Praticchia, Busseto, Costalta, Sevizzano, Marzonago, Montemartino, Morasco, Roncaglie

### Communes limitrophes
Bobbio, Nibbiano, Pianello Val Tidone, Piozzano, Romagnese, Travo, Zavattarello